# France Gareau
France Gareau (* 15. April 1967 in Verner, Ontario) ist eine ehemalige kanadische Leichtathletin, die sich auf den 100-Meter-Lauf spezialisiert hatte.
Ihren größten internationalen Erfolg feierte Gareau bereits im Alter von 17 Jahren bei den Olympischen Spielen 1984 in Los Angeles. Dort gewann sie als Schlussläuferin der kanadischen Mannschaft in der 4-mal-100-Meter-Staffel gemeinsam mit Angela Bailey, Marita Payne und Angella Taylor die Silbermedaille hinter der US-amerikanischen Stafette. Gareau startete in Los Angeles auch über 100 m, schied jedoch bereits im Viertelfinale aus.
1989 wurde sie Kanadische Meisterin im 100-Meter-Lauf und holte bei den Spielen der Frankophonie eine Silbermedaille in der 4-mal-100-Meter-Staffel. In der 4-mal-400-Meter-Staffel gewann sie bei den Commonwealth Games 1990 in Auckland die Bronzemedaille und bei den Spielen der Frankophonie 1994 die Silbermedaille.
France Gareau ist 1,67 m groß und wog zu Wettkampfzeiten 59 kg. Sie besuchte die York University in Toronto, ist mit dem früheren Canadian-Football-Spieler Sean Foudy verheiratet und hat zwei Kinder, die beiden Eishockeyspieler Liam Foudy und Jean-Luc Foudy.

## Persönliche Bestzeiten
- 100 m: 11,57 s, 3. August 1985, Ottawa
- 200 m: 23,55 s, 18. Juli 1989, Rabat